# Acer wuyuanense
Acer wuyuanense é uma espécie de árvore do gênero Acer, pertencente à família Aceraceae.